# 高松寺
高松寺（こうしょうじ）は、神奈川県横浜市戸塚区に所在する臨済宗円覚寺派の寺院。山号は澗岳山。

## 概要
本寺は、文禄2年（1593年）、鎌倉時代末期の武将である高松三郎頼重公を開基とし、龍甫珠公が開山創建したものと伝わる。
開基たる高松三郎頼重の墓所は、本寺裏手の土墳墓に在るとされる。
また戸塚区で正月恒例となっている戸塚宿七福神巡りに於いては、大黒天の参詣所となっている。

## 文化財
- 雲岫和尚像
- 仏涅槃図

いずれも横浜市指定有形文化財。

## 交通アクセス
- 東海道本線（東日本旅客鉄道）
  - 戸塚駅より徒歩10分

## ギャラリー
- 参道
- 山門